# Cnephaeus japonensis
Cnephaeus japonensis is een zoogdier uit de familie van de gladneuzen (Vespertilionidae). De wetenschappelijke naam van de soort werd voor het eerst geldig gepubliceerd door Imaizumi in 1953.

## Voorkomen
De soort komt voor in Japan.